# Mercedes-AMG F1 W14 E Performance
A Mercedes W14, hivatalos, hosszú nevén a Mercedes-AMG F1 W14 E Performance egy Formula–1-es versenyautó, melyet a Mercedes AMG Petronas F1 Team indított és versenyeztetett a 2023-as Formula–1 világbajnokság során. Pilótái Lewis Hamilton és George Russell voltak, a tesztpilóta pedig Mick Schumacher. A csapat hullámzó teljesítményt nyújtott, és bár annak ellenére, hogy 2011 óta először nem szereztek egyetlen győzelmet sem, nagy küzdelemben megszerezték a konstruktőri második helyet.

## Áttekintés
Az előző évi W13-as modell, különösen a korábbi évek világbajnok autóihoz képest, egyértelmű kudarc volt, különösen a ground effect okozta állandó pattogás miatt. A W14-es tervezésekor ezeket a kritikus pontokat kezdték el áttervezni, többek között megemelték a hasmagasságot. Nem nyúltak viszont az oldaldobozokhoz, hanem megtartották a különleges, extrém kicsi kivitelt. A festés újra matt fekete lett, ám ezúttal nem egy mozgalom mellett való kiállás okán, hanem tömegcsökkentési okokból: a szénszálas karosszéria eleve fekete színű, ha nem kell bizonyos részeit lefesteni, akkor könnyebb lesz az autó.
A várt teljesítményjavulás azonban elmaradt, és a Mercedes, ha nem is küszködött annyira, mint 2022-ben, azért továbbra sem volt győzelemre esélyes. Ezért aztán fejlesztéseket hoztak, melyeket eredetileg Imolában szerettek volna bevetni, csak azt a futamot törölték a heves áradások miatt. Így Monacóban debütált pár újdonság, köztük a külsőre legjellegzetesebb, a riválisokéra emlékeztető oldaldoboz. Ezek máris látható javulást hoztak magukkal, hiszen a csapat innentől folyamatosan harcban volt a dobogóért. Hamilton még arra is képes volt, hogy a magyar nagydíjon pole pozíciót érjen el. Igazi győzelmi esélyük először a szingapúri nagydíjon volt, ahol az utolsó körökben, remek gumitaktikájuk okán mindkét pilóta nyerhetett volna, de Carlos Sainz ügyes védekezése miatt Hamilton csak a harmadik lett, Russell pedig egy megingás miatt falnak csapta az autóját.
A szezonközi teszten, amelyet Barcelonában rendeztek, a Pirelli a sok kritikát kapott esőgumijait tesztelte a csapattal, melynek során a Mercedest Mick Schumacher vezette.
A katari nagydíjon remek formában versenyzett a csapat, és minden esélyük meglett volna egy jó helyezésre, ám a rajtot követően Hamilton kiütötte csapattársát. Ő kiesett, Russell viszont vissza tudott jönni és végül a negyedik helyen zárta a napot. Amerikában nagyon jól mentek a Mercedesek, már a szombati sprintfutamon második lett Hamilton, vasárnap pedig még a győzelemre is esélyes volt, mert képes volt megszorongatni Verstappent. Bár a második helyen futott be, utóbb diszkvalifikálták, mert a padlólemez nem megengedett mértékben kopott. Mexikóban Hamilton ismét második lett, Russell pedig a szezonzáró futamon harmadik, így még két dobogót szereztek. Teljesítményük elég volt ahhoz, hogy épphogy, de megelőzzék a Ferrarit a konstruktőri második helyért vívott csatában.

## Eredmények
| Év   | Csapat                        | Motor               | Gumik | Pilóták  | Futamok | Futamok | Futamok | Futamok | Futamok | Futamok | Futamok | Futamok | Futamok | Futamok | Futamok | Futamok | Futamok | Futamok | Futamok | Futamok | Futamok | Futamok | Futamok | Futamok | Futamok | Futamok | Pontok | Helyezés |
| Év   | Csapat                        | Motor               | Gumik | Pilóták  | BHR     | SAU     | AUS     | AZE     | MIA     | MON     | ESP     | CAN     | AUT     | GBR     | HUN     | BEL     | NED     | ITA     | SIN     | JPN     | QAT     | USA     | MXC     | SAP     | LVG     | ABU     | Pontok | Helyezés |
| ---- | ----------------------------- | ------------------- | ----- | -------- | ------- | ------- | ------- | ------- | ------- | ------- | ------- | ------- | ------- | ------- | ------- | ------- | ------- | ------- | ------- | ------- | ------- | ------- | ------- | ------- | ------- | ------- | ------ | -------- |
| 2023 | Mercedes-AMG Petronas F1 Team | Mercedes-AMG F1 M14 | P     | Hamilton | 5       | 5       | 2       | 6       | 6       | 4       | 2       | 3       | 8       | 3       | 4       | 4       | 6       | 6       | 3       | 5       | KI 5    | DSQ 2   | 2       | 8 7     | 7       | 9       | 409    | 2.       |
| 2023 | Mercedes-AMG Petronas F1 Team | Mercedes-AMG F1 M14 | P     | Russell  | 7       | 4       | KI      | 8       | 4       | 5       | 3       | KI      | 7       | 5       | 6       | 6       | 17      | 5       | 16†     | 7       | 4 4     | 5 8     | 6       | KI 4    | 8       | 3       | 409    | 2.       |

- Félkövérrel jelölve a pole pozíció, dőlt betűvel a leggyorsabb kör
- † – Nem fejezte be a futamot, de rangsorolva lett, mert teljesítette a versenytáv 90%-át.
- Hamilton az amerikai sprintfutamon 7, a katarin 5, az azeri, a sao paulói és a belga sprintfutamon 2 pontot szerzett.
- Russell az azeri, a sao paulói és a katari sprintfutamon 5, az osztrákon, az amerikain és a belgán 1 pontot szerzett.